# Związek Legionistek Polskich
Związek Legionistek Polskich (skrót: ZLP) – kobieca organizacja kombatancka utworzona w 1929 roku, zrzeszająca byłe członkinie Ochotniczej Legii Kobiet. Przez cały okres istnienia organizacji, do 1939 roku, funkcję prezeski pełniła ppłk. Aleksandra Zagórska. Związek prowadził działalność społeczno-polityczną, popierając politykę sanacji i kultywując pamięć o Józefie Piłsudskim. Organizacja działała w ramach Federacji Polskich Związków Obrońców Ojczyzny. Jej głównymi celami były wsparcie materialne członkiń, opieka nad grobami poległych legionistek oraz pomoc ich rodzinom.

## Historia
Zjazd Organizacyjny (I Ogólnopolski) Związku Legionistek Polskich odbył się w dniach 6-7 kwietnia 1929 r. w Warszawie. Prezeską Związku od jego powstania po rok 1939, gdy zakończył on swą działalność, była Aleksandra Zagórska. Wśród innych członkiń prezydium Związku Legionistek Polskich można wyróżnić Ludwikę Wysłouch-Zawadzką czy Stanisławę Paleolog.
Związek Legionistek Polskich aktywnie współpracował z innymi organizacjami kombatanckimi, takimi jak Związek Legionistów Polskich, Związek Żydów Uczestników Walk o Niepodległość, Związek Inwalidów Wojennych RP, a także innymi zrzeszonymi w ramach Federacji Polskich Związków Obrońców Ojczyzny. Współpraca ta związana była przede wszystkimi z działaniami organizowanymi w stołówce federacji na ulicy Brackiej 1 w Warszawie, a także z organizacją kolonii letnich dla dzieci członków i członkiń Związków skonfederowanych. Związek Legionistek Polskich współpracował również z LOPP, organizując kursy przeciwgazowe dla swoich członkiń już od momentu powstania organizacji.
Oddziały ZLP, które funkcjonowały w takich miastach jak Warszawa, Kraków, Łódź, Lwów, Wilno, Poznań i Borysław, cieszyły się dużą autonomią, samodzielnie pozyskując środki, a także uczestnicząc w uroczystościach sanacyjnych na swoim terenie.
Po wybuchu II wojny światowej Związek Legionistek Polskich nie wznowił swojej działalności. Część kobiet walcząca w Ochotniczej Legii Kobiet, a następnie działająca w ramach Związku Legionistek Polskich skierowała wówczas swoje kroki do Armii Krajowej i innych organizacji niepodległościowych, próbując na nowo odzyskać wolną i niepodległą Polskę.